# الاستثمار في الدول النامية

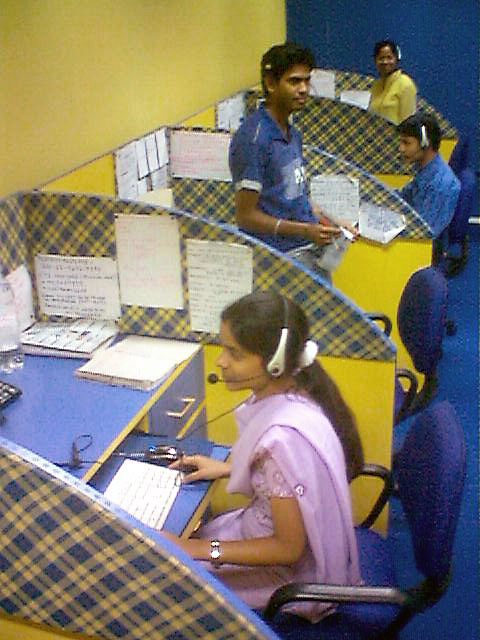

الاستثمار في الدول النّامية (بالإنجليزية: Offshoring) في السّتّينيّات من القرن العشرين، بدأت العديد من الشّركات العملاقة في الدّول المتقدّمة، كالولايات المتّحدة الأمريكيّة والدّول الأوروبّيّة، بنقل جزء لا يستهان به من أعمالها إلى الدّول النّامية والفقيرة، كنوع من الاستثمار الذي يحقق أرباحا هائلة الحجم لهذه الشركات العالميّة. وقد تجلّت عمليّات النّقل هذه في المقام الأوّل بنقل المصانع التّابعة لها، ممّا أدّى في نهاية المطاف إلى تغيير هيكليّ في العالم المتقدّم، تلخّص في انتقال مجتمعات العالمين الأوّل والثّاني من كونها مجتمعات صناعيّة إلى ما يعرف بمجتمعات ما بعد الصّناعة، كما أطلق على هذه الشّركات مصطلح: الشّركات متعدّدة الجنسيّات، وقد أدّى ذلك أيضا إلى إحداث الكثير من التغييرات في مجتمعات العالم الثّالث. ولعقود متواصلة، فإنّ الاستثمار في البلاد  الأجنبيّة أصبح شائعا في أوساط الشّركات الأمريكيّة والأوروبّيّة، ممّا جعله ظاهرة جديرة بالملاحظة، وقد وجّهت العديد من الشّركات الأمريكيّة أعمالها إلى دول العالم الثّالث لتوفير سوق أجنبيّ تروّج فيه ما تنتجه من سلع وبضائع مختلفة، أو للحصول على ما تحتاج إليه من الموادّ الخام. وقد بدأت هذه الظّاهرة تتنامى حتّى أخذت مزيدا من الأبعاد، فقد أصبحت هذه البضائع تشحن بعد إنتاجها في إحدى الدّول النّامية  إلى السّوق الأمريكيّة أو الأوروبّية، ممّا جعلها منافسا للبضائع التي أنتجت في السّوق المحلّيّة الأوروبّيّة أو الأمريكيّة بدلا من أن تكمل ما ينقصها على نحو يدعمها. وأظهرت الدّول النّامية ترحيبا كبيرا بالمصانع التّابعة للشّركات الغربيّة الكبرى،  إذ أنّها رأت في الإنتاج الأجنبيّ فرصة لإنعاش اقتصادها وتوفير المزيد من فرص العمل لمواطنيها.

## الجدل حول مشروعيّة نقل المصانع إلى الدّول النّامية
شهدت ظاهرة إقامة هذه المصانع في الّدول الفقيرة والنّامية جدلا كبيرا في الأوساط السّياسيّة والاقتصاديّة العالميّة. فبين مؤيّد ومعارض، تطرح الكثير من القضايا والتّساؤلات الّتي لا بدّ من أخذها بعين الاعتبار عند التّفكير في إنشاء هذه المصانع. ويدور الجدل عند طرح قضيّة المصانع في الخارج  حول محورين أساسيين:

### المحور الأوّل: مدى إنصاف الشّركات متعدّدة الجنسيّات بحقّ العاملين في مصانعها
تحرص الشركات الضّخمة والنّاجحة في أعمالها إلى المحافظة على سمعتها عند إنشائها لأحد مصانعها في دولة أجنبيّة، حتّى لا يتمّ اتّهامها بعدم الإنصاف أو الإجحاف بحقوق العاملين في هذه المصانع، وعليه، فإنّ الشركات متعددة الجنسيّات تبذل قصارى جهدها للتأكّد من أنّ أجور عامليها تتوافق مع الأجور المحلّيّة، وأنّ سياسة العمل فيها تتوافق مع شروط العمل القانونيّة المنصوص عليها في البلد الّذي أنشئ فيه المصنع، وتؤكّد على عزوفها عن التّعاقد مع أيّ مصنع محلّي لا يلتزم بما ينصّ عليه قانون العمل في بلاده، كما تجزم على إنهائها العمل مع أي مصنع لا يتناغم في عمله مع سياسة هذه الشّركة ورؤيتها الخاّصّة فيما يخصّ حقوق العاملين وأجورهم.  
و بينما يصرّ مؤيّدو تصدير الأعمال إلى الخارج على أنّ العاملين في المصانع يحصلون على الحدّ الأدنى من الأجور المحليّة على أقلّ تقدير، فقد اثار المعارضون لوجودها زوبعة من الانتقادات حول سياستها الدّاخليّة، خاصّة فيما يتعلّق بأجور العمل. ففي وجهة نظرهم، فإنّ التزام الشّركات الأجنبيّة بالحدّ الأدنى من الأجور أو ما يزيد عنه قليلا ما هو إلّا عمل مجرّد من الإنسانيّة في جوهره، حتّى لو كان نظيفا لا غبار عليه في ظاهره، فعلى سبيل المثال، يتمّ إجبار العاملين في المصانع على العمل لساعات طويلة يوميّا، في ظلّ ظروف سيّئة أو حتّى خطيرة، بدون الحصول على أجور إضافيّة. وغالبا ما يحصل العامل على مبلغ قليل جدّا من المال، لا يتجاوز بضعا من السّنتات، عند إنتاجه لسلعة ما، قد يصل ثمنها إلى مئات الدّولارات في الأسواق العالميّة. وفي المحصّلة، فإنّ الشّركة الأم تحصل على أرباح كبيرة جدّا، دون أن تنفق الكثير على عمليّة الإنتاج، أو على أجور العمل، وفي ذلك استغلال جائر وواضح للقوى العاملة الفقيرة.
و أكثر ما أثار امتعاض المعارضين لهذه المصانع هو أنّها تضمّ أعدادا كبيرة من الأطفال داخل مبانيها، والّذين يعملون تحت الظروف القاسية ذاتها ومقابل نفس الأجور الضّئيلة الّتي يحصل عليها البالغون، الأمر الذي أثار لغطا كبيرا في الأوساط الإعلاميّة.
و في ردّ على هذا الهجوم، فإنّ المدافعين عن وجود هذه المصانع يرون بأنّ معظم العاملين من الأطفال لا يمتلكون المال الكافي للالتحاق بالمدارس على أيّ حال، وأنّه بدلاً من أن ينجرف الأطفال في تيّار أكثر سوءاً، يتمثّل في أعمال قاسية أو خطيرة، قد تكون في الشّوارع العامّة أو الحقول الزراعيّة، فإنّ هذه المصانع توفّر لهم بديلا أكثر امنا واستقراراً.
إلّا أنّ المعارضين يصرّون على أنّ عمالة الأطفال هو أمر مرفوض من أساسه، وأنّ الخيار الأفضل لهم هو الالتحاق بالمدارس للحصول على فرصة التّعليم المنتظم، بدلا من العمل في هذه المصانع.
و لتقديم مزيد من المبرّرات لإنشاء المصانع في الدّول النّامية، فإنّ كلّا من القائمين عليها ومؤيّديها يؤكّدون على أنّ الاثار الإيجابيّة لتأسيسها سوف ينعكس على الاقتصاد المحلّي للبلد النّامي على المدى البعيد. ويوضّح عالم الاقتصاد بول كروجمان (Paul Crugman) أنّ النّموّ في الإنتاج له تأثير كبير على الاقتصاد المحلّي في البلاد ذات الامكانيّات الاقتصاديّة المحدودة، وذلك لأنّه يقلّل من أعداد النّاس العاملين في قطاع الزّراعة، ممّا يزيد من تنافس مالكي الأراضي على القوى العاملة، وهذا يؤدّي في نهاية المطاف إلى زيادة في الأجور.  ونتيجة لارتفاع مستوى معيشة الأفراد، فإنّ مزيدا من التطوّرات الإيجابيّة قد تكون وليدة لهذا المخاض الطّويل والعسير، كأن يصبح الآباء قادرين على إرسال الأطفال إلى المدارس على سبيل المثال لا الحصر.
إلّا أنّ السّؤال الذي لا بدّ وأن يطرح نفسه في هذا السّياق هو: «لماذا لا تقوم الشّركات متعدّدة الجنسيّات بتحسين المستوى المعيشي والمجتمعي لعامليها. فمثلا، لم لا تقوم هذه الشّركات ببناء مدارس للأطفال في إطار المجتمع المحلّي للمصنع الّذي قامت بتأسيسه؟» إنّ الإجابة على سؤال كهذا يلخّص ما يجب أن تقوم به الشّركات من واجبات اتجاه عمّال المصانع مقابل استثماراتها هائلة الحجم  في الدّول النّامية، والّتي تعود عليها بأرباح طائلة سنويّا.

### المحور الثّاني:  أثر نقل المصانع التّابعة للشّركات العملاقة على اقتصاد الدول المتقدّمة
و في حين أنّ إنشاء المصانع في الدّول النّامية قد يساعد على إنعاش اقتصادها، إلّا أنّه لا بدّ وأن يكون له آثار سلبيّة على اقتصاد الدّول المتقدّمة الّتي تخسر ركناً بالغ الأهمّيّة من أركان الاقتصاد فيها، ومن اللافت أنّ هناك العديد من الأطراف الّتي تنتقد سياسة الاستثمار الخارجيّ، فقد احتجّت بعض النّقابات العماليّة على أنّ ما يحدث من نقل للمصانع إلى خارج حدود الدّولة الأم إنّما يطمس الهويّة الصّناعيّة لهذا البلد المتقدّم ويقلل من توافّر فرص العمل إلى حدّ لا يستهان به. وقد صرّح بعض المراقبين لمجريات الأمور أنّ نقل المصانع يعمل على تحطيم الأساس الصّناعيّ لهذا البلد وإحداث تجويف عميق في بنيانه، ممّا يهدّد مستوى المعيشة بشكل عام.
و في دفاعهم عن هذه السّياسة الّتي ينتهجونها، فإنّ أصحاب المصانع يدّعون بأنّ الإنتاج خارج البلاد هو المنهج الأمثل للتنافس مع الواردات الأجنبيّة ذات الجودة العالية والتّكلفة المعقولة، ويدّعي هؤلاء المستثمرون أنّ  اتّجاههم للاستثمار في بلاد مختلفة مثل المكسيك، وتايوان، وماليزيا والتي تتوافّر فيها العمالة الرّخيصة، ونقل البضائع منها ثانية إلى الولايات المتّحدة، سوف يساعد الولايات المتّحدة على استعادة مكانتها السّياديّة في العالم، ومن الجدير من بالذّكر أنّ الكثيرين من خبراء الاقتصاد يوافقون على هذه النّظريّة، فهم يعدّون الانتقال إلى المناطق التي تتطلّب  أجورا أقل للعمال  تعديلا قد نجم عن بعض التغييرات التي طرأت على موازين القوى العالميّة.
  خلاصة الأمر  لا بدّ أنّ الاستثمار الخارجيّ قد أثار جدلا واسع النّطاق من حيث مشروعيّته و  آثاره على كلّ من المجتمعات المتقدّمة والنّامية، إلّا أنّ الجدل الذي حلّ محلّه مؤخّرا هو إمكانية تراجع الشّركات الكبرى عن سياستها  الّتي اتبعتها لعقود متتالية، ومحاولتها الامتثال للرّئيس الأمريكي دونالد ترامب، الذي تمّ انتخابه في شهر تشرين الثاني من عام 2017، فقد أعلن ترامب بوضوح وصراحة عن سياسته الّتي سوف ينتهجها أثناء فترة حكمه، والّتي ستقيّد الاستثمار خارج أراضي الولايات المتّحدة الأمريكيّة.

## وصلات خارجية
1. http://hbr.org/1988/manufacturing-offshore-is-bad-business
2. http:// hbr.org/1997/03/making-the-most-of-foreign-factories